# Ighram
Ighram är en ort i Algeriet.   Den ligger i provinsen Tizi Ouzou, i den norra delen av landet, 130 km öster om huvudstaden Alger. Ighram ligger 334 meter över havet och antalet invånare är 15 030.
Terrängen runt Ighram är kuperad åt sydost, men åt nordväst är den bergig. Runt Ighram är det tätbefolkat, med 286 invånare per kvadratkilometer. Närmaste större samhälle är Akbou, 2,7 km öster om Ighram. Omgivningarna runt Ighram är i huvudsak ett öppet busklandskap.